# Benji (film)
Benji is de eerste van een serie films over de gelijknamige bastaardhond.

## Verhaal
De film Benji gaat over een straathond die zwerft in een kleine town in Texas. Hier raakt hij bevriend met enkele bewoners, die hem allemaal anders noemen. Hij krijgt genoeg voedsel en aandacht als hij een van deze mensen bezoekt.
Op een gegeven moment ontmoet hij een klein, wit teefje, met wie hij een soort relatie aangaat.
Wanneer twee bevriende kinderen ontvoerd worden, proberen de twee honden te helpen.

## Rolverdeling
| Acteur               | Personage       |
| -------------------- | --------------- |
| Higgins              | Benji           |
| Patsy Garrett        | Mary            |
| Cynthia Smith        | Cindy Chapman   |
| Allen Fiuzat         | Paul Chapman    |
| Peter Breck          | Dr. Chapman     |
| Christopher Connelly | Henry           |
| Tom Lester           | Riley           |
| Mark Slade           | Mitch           |
| Deborah Walley       | Linda           |
| Herb Vigran          | Lt. Samuels     |
| Frances Bavier       | vrouw met kat   |
| Edgar Buchanan       | Bill            |
| Terry Carter         | Officier Tuttle |
| Larry Swartz         | Floyd           |
| J.D. Young           | politieman      |
| Tiffany              | witte hond      |
| January L'Angelle    | Student         |
| John P. Biff Painter | winkeldief      |

## Benji-films
- 1974: Benji
- 1977: For the Love of Benji
- 1978: Benji's Very Own Christmas Story (televisiefilm)
- 1980: Oh Heavenly Dog
- 1980: Benji at Work (televisiefilm)
- 1981: Benji Takes a Dive at Marineland (televisiefilm)
- 1983: Benji, Zax & the Alien Prince  (televisieserie)
- 1987: Benji the Hunted
- 2004: Benji: Off the Leash!
- 2018: Benji